# Sapromyza intonsa
Sapromyza intonsa är en tvåvingeart som beskrevs av Friedrich Hermann Loew 1847. Sapromyza intonsa ingår i släktet Sapromyza och familjen lövflugor. Inga underarter finns listade i Catalogue of Life.